# Нужненко Сергій Миколайович
Нужненко Сергій Миколайович (нар. 20 липня 1982 в селі Світлопіль, Олександрійський район,Кіровоградська область)  — український репортажний фотограф. Фотокореспондент Радіо Свобода з 2016 року. Кавалер ордена «За заслуги» III ступеня (2025).
Одна з його фотографій була обрана журналом Time серед 100 найкращих фотографій 2022 року.

## Життєпис
Нужненко народився в селі Світлопіль, що на Кіровоградщині.
В період 2004-2005 роки працював в компаніях СФГ "Південне", ТОВ "Гемма", ДП "Фуд Мастер".
З 2013 року почав працювати фотографом, Сергій висвітлював протести в Києві, що призвели до усунення президента Януковича. 
1 грудня 2013 року, коли він вів знімання на Банковій вулиці біля будівлі Адміністрації президента, співробітники Беркута жорстоко побили Сергія, в результаті чого він отримав черепно-мозкову травму, великі гематоми по спині. В результаті чого був заарештований. У спецбоксі для затриманих Сергій Нужненко провів два дні. 3 грудня на затриманих чекав суд.
3 березня 2018 року під стінами Верховної Ради відбулися сутички між правоохоронцями та мітингувальниками. Під час висвітлювання цих подій фотокореспонденту розпилили в обличчя газовий балончик. За словами журналіста, це зробив правоохоронець, який підійшов до нього зі спини, коли кореспондент знімав активістів і тримав перед собою журналістське посвідчення. Журналісту діагностували хімічний опік.
17 грудня 2019 року під час сутичок біля Верховної Ради  журналісту «Радіо Свобода» Сергію Нужненку розбили камеру й окуляри.

## Кар'єра
З весни 2014 року Нужненко працює фріланс-фотографом, зокрема співпрацює з LB.ua і Радіо Свобода, висвітлюючи війну на сході України (Донецька та Луганська області).
У 2016 році Нужненко офіційно стає фотокореспондентом Радіо Свобода.
З лютого 2022 року охоплює події повномасштабного вторгнення РФ, працюючи на фронтах у Київській, Чернігівській, Харківській, Донецькій та Луганській областях.
Серед ключових фоторепортажів — Ірпінь, Буча (був одним із перших фотокореспондентів у визволених районах), Ізюм, Бахмут, Авдіївка.
Роботи Сергія Нужненка доповнили міжнародну виставку #OntheFrontlinesofTruth, яку організували громадська організація «Інститут масової інформації» та міжнародна організація в галузі розвитку незалежних медіа Internews. Фотографії виставили на вокзалі у Вільнюсі.

## Нагороди
- Диплом «Новомедіа Форуму» (листопад 2018). Нагорода присуджена йому спільно з колегою Оленою Семенюк за фоторепортаж, який висвітлює масове хрещення баптистів у Дніпрі наприкінці червня 2018.[15]
- Переможець конкурсу «Честь професії» (Honor of the Profession), Разом із Мар’яном Кушніром став переможцем цього конкурсу у 2024 році.[16]
- Орден «За заслуги» II ступеня (6 червня 2025) — За вагомий особистий внесок у розвиток вітчизняної журналістики та інформаційної сфери, мужність і самовідданість, виявлені під час висвітлення подій повномасштабного вторгнення Російської Федерації на територію України, багаторічну сумлінну працю.[2]